# Grb Istre
Grb Istre je grb Istrske županije. V preteklosti se je uporabljal kot grb Mejne grofije Istre v sklopu Svetega rimskega cesarstva in Avstrijskega cesarstva.

## Istra
Kot državna tvorba je bila Istra dolgo časa razklana med Beneško republiko, ki je imela v oblasti obalo in Pazinsko grofijo v zaledju, ki je bila v različnih obdobjih del Kranjske, pod oblastjo Goriških grofov, nazadnje pa je pristala pod Habsburžani.

## Razvoj grba
Prvi dokumentirani nadomestek grba je bil emblem, brez posebnih heraldičnih atributov, na ščitu pa je napisano "ISTERREICH". Emblem se je uporabljal za celinsko Istro.
Koza se v grbu prvič pojavi ob koncu 17. stoletja, uporabljali pa naj bi ga Benečani za svoj del polotoka. Koza v modrem polju stoji na zelenem heraldičnem hribčku, pozneje pa ta atribut izpuščajo. 
Z Napoleonovo odstavitvijo Beneške republike je bila Istra ponovno združena v Ilirskih provincah.

Leta 1849 se je oblikovalo Avstrijsko primorje. Grb Primorja je bil kvadriran grb na katerem so bili grbi dežel Goriške, Gradiške, Trsta in Istre.
- Nadomestek grba uporabljen v celinski Istri.
- Grb Istre s hribčkom.
- Grb brez hribčka
- Grb Avstrijskega primorja.

## Koza ali kozorog
Na istrskem grbu je koza, vendar ni pravilno heraldično prikazana. Heraldična koza ima namreč manjše rogove, če pa ima daljše je to kozorog. Razlog za to je, da so v času heraldične dekadence novega veka, še posebej v 19. stoletju kozi risali daljše rogove, na grbu Istre pa je to ostalo.
- Herlaldični kozorog.
- Grb Kečkovcev (Slovaška), na katerem sta dve kozi.